# موران سولنیر تایپ جی
موران سولنیر تایپ جی (به انگلیسی: Morane-Saulnier_G) یک هواگرد ملخ‌پیشین تک‌موتوره از نوع ورزشی ساخت شرکت Morane-Saulnier است. هواگرد موران سولنیر تایپ جی نخستین پروازش را در ۱۹۱۲ میلادی انجام داد.